# Drangajökull
A Drangajökull Izland legészakabbi gleccsere. A Hornstrandir félsziget délnyugati részén helyezkedik el a Vestfirðir közigazgatási körzetben. 
A gleccser mintegy 160-200 km²-nyi területet borít be, és 925 méter tengerszint feletti magasságon helyezkedik el. Ez az egyetlen izlandi gleccser, ami 1000 méter alatt található és egyben a szigeten az egyetlen, amelyik nem húzódott vissza az elmúlt években.

## Fordítás
Ez a szócikk részben vagy egészben  a   Drangajökull című angol Wikipédia-szócikk ezen változatának fordításán alapul.  Az eredeti cikk szerkesztőit annak laptörténete sorolja fel. Ez a jelzés csupán a megfogalmazás eredetét és a szerzői jogokat jelzi, nem szolgál a cikkben szereplő információk forrásmegjelöléseként.